# لوز مور
لوز مور (بالإنجليزية: Lowes Moore)‏ مواليد 5 مايو 1957 في بليموث، هو مدرب كرة سلة أمريكي ولاعب سابق. بدأ مسيرته الاحترافية في سنة 1980. تم اختياره من قبل فريق بروكلين نتس خلال الدرافت. يبلغ طوله 6 قدم 1 بوصة (1.9 م). اعتزل اللعب في 1992.

## المسيرة الاحترافية
لعب مع بروكلين نتس في موسم 1980–1981، ثم لعب مع كليفلاند كافالييرز في سنة 1982، ثم لعب مع لوس أنجلوس كليبرز في سنة 1983.

## روابط خارجية
- لوز مور على موقع إن بي أي (الإنجليزية)
- لوز مور على موقع سبورتس رفرنس (الإنجليزية)
- لوز مور على موقع كلية كرة السلة في سبورتس رفرنس.كوم (الإنجليزية)
- لوز مور على موقع ريلجم (الإنجليزية)
- لوز مور على موقع بروبوليرز (الإنجليزية)